# Докатичево
Докатичево (болг. Докатичево) — село в Благоевградской области Болгарии. Входит в состав общины Симитли. Находится примерно в 4 км к западу от центра города Симитли и примерно в 16 км к югу от центра города Благоевград. По данным переписи населения 2011 года, в селе  проживало 7 человек, преобладающая национальность — болгары.

## Население
| Год     | 1934 | 1946 | 1956 | 1965 | 1975 | 1985 | 1992 | 2001 | 2011 |
| ------- | ---- | ---- | ---- | ---- | ---- | ---- | ---- | ---- | ---- |
| Жителей | 194  | 240  | 256  | 166  | 72   | 38   | 24   | 14   | 7    |

|  |